# Coll de Nargó
Pour les articles homonymes, voir Coll.
Coll de Nargó est une commune de la comarque de l'Alt Urgell dans la province de Lleida en Catalogne (Espagne).

## Géographie
Commune située dans les Pyrénées

## Lieux et monuments
- Église de San Climent, de l'époque romane, protégée au titre des biens d'intérêt culturel.
- Col de Bóixols, à l'ouest de la commune, emprunté par le tour d'Espagne en 1977, 1985, 2010 et 2015.